# Los niños que escriben en el cielo
Los niños que escriben en el cielo, de 1981, es el segundo álbum de estudio de la banda de rock argentina Spinetta Jade y el décimo cuarto en el que tiene participación decisiva Luis Alberto Spinetta. En esta oportunidad, la integración de Spinetta Jade había tenido cambios respecto del disco anterior: Leo Sujatovich había reemplazado a Juan del Barrio en uno de los dos teclados y Frank Ojstersek había reemplazado a Beto Satragni en el bajo. El grupo se completaba con el propio Spinetta (guitarra y voz), Diego Rapoport (teclados) y Pomo Lorenzo (batería). La inusual presencia de dos teclados, caracterizó el sonido de Spinetta Jade en sus primeros dos álbumes.
Algunos de los temas que lo integran, como "Sexo", "Moviola", "El antídoto" y "La herida de Paris", son consideradas obras maestras entre los seguidores de Spinetta. En el megarrecital Spinetta y las Bandas Eternas organizado por Luis Alberto Spinetta en 2009 para celebrar sus 40 años en la música, Spinetta interpreta un tema del álbum, "No te busques ya en el umbral", junto a Diego Rapoport.
El álbum fue presentado el 5 de diciembre en el Estadio Obras Sanitarias. En 1994, el sello Polygram Discos S.A, reeditaría el disco en formato de CD.
En 2010, en ocasión del Bicentenario de la Revolución de Mayo, se recurrió al título del álbum para denominar uno de los capítulos, el referido a la Guerra de Malvinas, del ciclo televisivo "Lo que el tiempo nos dejó". La banda sonora incluye el último tema y el capítulo finaliza con el niño protagonista obsequiando a una niña una copia de Los niños que escriben en el cielo, "de Spinetta" (sic).

## El álbum
El álbum expresa una segunda etapa en el sonido de Spinetta Jade, de la mano de la evolución musical que iba transitando la etapa "jazzera" de Spinetta y el recambio de los integrantes de la banda. En este álbum, el dúo de teclados Rapoport-Sujatovich es muy sólido y aporta una calidad decisiva, a partir incluso de una postergación de la guitarra. En esta formación Rapoport desempeña un papel de gran importancia, al punto que Spinetta ha dicho que "la célula madre del proyecto fue Spinetta-Rapoport".
El sonido del álbum muestra una línea de evolución respecto del anterior, Alma de diamante, haciéndolo más pop y menos complejo, pero al mismo tiempo tecnológicamente más cuidado, línea que se confirmará en el álbum siguiente, Bajo Belgrano.

Hay quienes reniegan del "período Jade" en su obra, pero si conocemos su trayectoria, encontraremos hilos conductores en sus trabajos anteriores hacia este sonido elaborado, sutil y climático.

El título tiene una fuerza poética que ha hecho que la misma resulte reiteradamente utilizada en los medios de comunicación. Spinetta ha dicho sobre el título:

Los hombres se deslumbran como niños cuando miran el cielo y todos escribimos en el cielo. Escribimos mirando. La cultura dibujó en el cielo las constelaciones, trazando figuras... e incluso las utilizó para luego guiarse.
Luis Alberto Spinetta

El disco comienza con el tema "Moviola", una de las dos canciones, con "Umbral", en las que aparece la frase que da título al álbum («¿Alguien vio la luz de la aldea de los niños que escriben en el cielo?»). En este tema Spinetta utiliza la afinación del mi en re, al igual que lo hizo en "Las golondrinas de Plaza de Mayo" (El jardín de los presentes).
El segundo tema es "La herida de Paris", un tema que había nacido de la propuesta de Juan del Barrio de "meter un sonido parisino", jugando con el doble sentido del nombre Paris, el personaje mitológico que causó la herida mortal de Aquiles en Troya. Pero cuando Sujatovich reemplazó a Del Barrio, su manera diferente de interpretar el tema, terminó modificando tanto la melodía como la letra. En el libro Martropía, conversaciones con Spinetta, del periodista Juan Carlos Diez, Spinetta dice que no entiende por qué compuso este tema, pero que lo siguió tocando en adelante, "porque evidentemente hay algo interesante allí". Spinetta incluyó esta canción entre los diez temas del repertorio que interpretó en el recital realizado en la Casa Rosada el 4 de mayo de 2005. En esa oportunidad Spinetta dijo:

La letra está escrita en un momento muy difícil de nuestro país, muchos años atrás, me gustaría decir hace 300 años atrás, pero es más reciente, aunque son muchos años igual. Dice: "Hoy que veo más sombras que nada, tu dulzor me haría reír". Lo que necesitamos es dulzura entre los argentinos, para poder disfrutar de la música y del cielo y de todas las cosas lindas. Ojo eh...
Luis Alberto Spinetta

El tercer tema es "El hombre dirigente", de fuerte resonancia pop, y el cuarto "Sexo". En estos temas se ve claramente algo que está en todo el álbum, que es la continuidad que reconoce con Alma de diamante, en cuánto a la inspiración en la obra de Carlos Castaneda. Spinetta dijo que leer a Castaneda le había cambiado su idea del poder, y que eso se notaba en temas como "El hombre dirigente" y "Sexo" («sexo, tu paso es confundir besos con dolor»). El mismo Spinetta dice que en este tema, anticipó intuitivamente nociones que luego confirmaría al leer a Foucault.
El quinto tema, "Siguiendo los pasos del maestro", es uno de los dos temas instrumentales del álbum, dedicado a John McLaughlin.

Creo que McLaughlin es lo máximo en concepción de vida. Por eso le dedico este tema, basado -como el "Digital Ayatolah" y otros intentos- en una elaboración personal de él.

"Contra todos los males de este mundo" es el sexto tema, mientras que "Un viento celeste", es el séptimo, donde se destaca las improvisaciones de Rapoport. Ambos temas con los perfiles definidos del jazz.
El octavo tema es "No te busques ya en el umbral" (a veces referido simplemente como "Umbral"), probablemente la canción más bella del álbum, en el que la voz de Spinetta, la lírica y su guitarra acústica Ovation, prescindiendo de la banda, cargan con todo el peso.
Este tema fue el único del álbum elegido por Spinetta para ser interpretado en el megarrecital Spinetta y las Bandas Eternas organizado en 2009 para celebrar sus 40 años en la música, haciéndolo junto a Diego Rapoport.
El noveno tema es "Influjo estelar", el otro tema instrumental en el que persisten las improvisaciones jazzísticas que caracterizaban la Banda Spinetta y la primera etapa de Jade.
El álbum cierra con "Nunca me oíste en tiempo", una canción impactante, por su estilo y por su letra, dirigida a los críticos y periodistas "que se limitan a una posición ideológica sobre la base de lo que debería haber sido".

Pettinato: ¿Puede atribuirse a esto el hecho de que mucha gente piense que Jade hace una música aburrida y que Spinetta era mejor en otra época?

Spinetta: Mirá, hay gente que recién está descubriendo A 18 minutos del sol. Algo de esto quise decir en "Nunca me oíste en tiempo"... La sorna misma que sufrió Lennon con cuatro disparos en el pecho. Esa sorna termina con su vida.

## Lista de temas
Todos los temas pertenecen a Luis Alberto Spinetta y fueron arreglados
por Pomo, Diego Rapoport, Leo Sujatovich, Frank Ojstersek y Spinetta.
1. Moviola - 3:32
2. La herida de Paris - 4:20
3. El hombre dirigente - 4:32
4. Sexo - 5:48
5. Siguiendo los pasos del maestro - 2:48
6. Contra todos los males de este mundo (el antídoto) - 3:06
7. Un viento celeste - 6:49
8. No te busques ya en el umbral (umbral) - 2:32
9. Influjo estelar - 3:20
10. Nunca me oíste en tiempo - 4:46

## Músicos
- Luis Alberto Spinetta: voz y guitarras Fender Telecaster Deluxe y Gibson con MXR Digital Delay.
- Diego Rapoport: pianos Rhodes y Yamaha - OBX-8.
- Leo Sujatovich: Multimoog - Minimoog - Arp Omni y OBX-8.
- Frank Ojstersek: bajo Ibanez con Audiarts Parametrics EQ.
- Pomo Lorenzo: Gretsch drums - platos Zildjian y percusión.

## Créditos
Algunos componentes: Lexicon Prime time Digital Delay; Boss Chorus Ensemble; Compresores DBX; Harmonizer Eventide; MXR Pitch Transposer; Guitarras Gretsch; Sistemas Flag; Amplificadores Crown y video Akai. Grabado en 16 tracks Tascam  Teac con supresores de ruido DBX y cintas Scotch y Maxell
Grabado en estudios Del Cielito - Octubre - Noviembre 1981
Ingeniero: Amilcar Gilavert
Asistente: Gustavo Gauvry
Equipamiento: Juan Carlos Camacho
Asistencia técnica de Jade: Mariano López
Fotografía: Eduardo Martí
Arte y Diseño: Sergio Pérez Fernández
Productor Ejecutivo: Alberto Ohanian
Producido por Spinetta para Ohanian Producciones